# Кобеляш Олександр Мирославович
Олександр Мирославович Кобеляш (нар. 30 серпня 2000) — український футболіст, захисник аматорської команди «Медея».

## Життєпис
Вихованець харківських клубів УФК та КДЮСШ-4. На юнацькому рівні виступав також за ужгородський «Спартакус» (обласні змагання) та «Ужгород» (ДЮФЛУ). Дорослу футбольну кар'єру розпочав 2016 року в «Вітязі» (Концово) з чемпіонату Закарпатської області. У 2017 році перебрався до «Олександрії». Спочатку виступав за юнацьку команду городян, а в сезоні 2018/19 років дебютував за молодіжну команду клубу. У «молодіжці» олександрійців відіграв два сезони.
Влітку 2021 року залишив «Олександрію», виступав за СДЮШОР «Ужгород» в чемпіонаті області. Наприкінці липня 2021 року став гравцем першої команди ужгородців. У складі «городян» дебютував 24 липня 2020 року в програному (0:6) домашньому поєдинку 1-го туру Першої ліги України проти франківського «Прикарпаття». Олександр вийшов на поле на 46-ій хвилині, замінивши Дмитра Сартіну.